# Hoofdklasse (Schach) 1979/80
In der Hoofdklasse 1979/80 wurde die 57. niederländische Mannschaftsmeisterschaft im Schach ausgespielt. 
Der Titelverteidiger Volmac Rotterdam, der Eindhovense SV und Desisco/Watergraafsmeer lieferten sich einen Dreikampf um den Titel. Nach 6 von 9 Runden lag Desisco/WGM mit 2 Mannschaftspunkten Vorsprung an der Spitze, aber Niederlagen gegen die direkten Konkurrenten warfen sie auf den dritten Platz zurück. Über den Titel entschied damit der direkte Vergleich zwischen Rotterdam und Eindhoven in der letzten Runde, und dem Titelverteidiger reichte ein 5:5 zur Meisterschaft. Aus der Klasse 1 waren Philidor Leiden und MEMO aufgestiegen. Beide Aufsteiger erreichten den Klassenerhalt, während Charlois/Europoort und VHS absteigen mussten.

## Spieltermine
Die Wettkämpfe wurden ausgetragen am 22. September, 13. Oktober, 3. November, 8. Dezember 1979, 5. Januar, 2. Februar, 1. und 29. März und 26. April 1980.

## Abschlusstabelle
| Pl.  | Verein                                            | Sp | G | U | V | MP   | Brett-P.  |
| ---- | ------------------------------------------------- | -- | - | - | - | ---- | --------- |
| 01.  | Volmac Rotterdam (M)                              | 9  | 7 | 1 | 1 | 15:3 | 63,5:26,5 |
| 02.  | Eindhovense SV                                    | 9  | 6 | 2 | 1 | 14:4 | 54,0:36,0 |
| 03.  | Desisco/Watergraafsmeer                           | 9  | 7 | 0 | 2 | 14:4 | 53,5:36,5 |
| 04.  | Philidor Leeuwarden                               | 9  | 5 | 1 | 3 | 11:7 | 47,0:43,0 |
| 05.  | Elsevier/Vereenigd Amsterdamsch Schaakgenootschap | 9  | 4 | 1 | 4 | 9:9  | 49,0:41,0 |
| 06.  | Philidor Leiden (N)                               | 9  | 4 | 0 | 5 | 8:10 | 45,0:45,0 |
| 07.  | Bussums Schaakgenootschap                         | 9  | 4 | 0 | 5 | 8:10 | 39,0:51,0 |
| 08.  | MEMO (N)                                          | 9  | 3 | 0 | 6 | 6:12 | 34,5:55,5 |
| 09.  | Charlois/Europoort                                | 9  | 1 | 1 | 7 | 3:15 | 34,5:55,5 |
| 010. | VHS                                               | 9  | 1 | 0 | 8 | 2:16 | 30,0:60,0 |

### Entscheidungen
|     | Niederländischer Mannschaftsmeister: Volmac Rotterdam |
|     | Absteiger in die Klasse 1: Charlois/Europoort, VHS    |
| (M) | Meister der letzten Saison                            |
| (N) | Aufsteiger der letzten Saison                         |

### Kreuztabelle
| Ergebnisse | Ergebnisse                                        | 01. | 02. | 03. | 04. | 05. | 06. | 07. | 08. | 09. | 010. |
| ---------- | ------------------------------------------------- | --- | --- | --- | --- | --- | --- | --- | --- | --- | ---- |
| 01.        | Volmac Rotterdam                                  |     | 5   | 7½  | 7½  | 8   | 6½  | 4½  | 8½  | 7   | 9    |
| 02.        | Eindhovense SV                                    | 5   |     | 7   | 4   | 5   | 5½  | 7   | 7½  | 7½  | 5½   |
| 03.        | Desisco/Watergraafsmeer                           | 2½  | 3   |     | 6½  | 5½  | 7   | 7½  | 7   | 7½  | 7    |
| 04.        | Philidor Leeuwarden                               | 2½  | 6   | 3½  |     | 6   | 6½  | 6½  | 4½  | 5   | 6½   |
| 05.        | Elsevier/Vereenigd Amsterdamsch Schaakgenootschap | 2   | 5   | 4½  | 4   |     | 7   | 4½  | 8   | 6½  | 7½   |
| 06.        | Philidor Leiden                                   | 3½  | 4½  | 3   | 3½  | 3   |     | 7   | 5½  | 7½  | 7½   |
| 07.        | Bussums Schaakgenootschap                         | 5½  | 3   | 2½  | 3½  | 5½  | 3   |     | 7   | 3½  | 5½   |
| 08.        | MEMO                                              | 1½  | 2½  | 3   | 5½  | 2   | 4½  | 3   |     | 5½  | 7    |
| 09.        | Charlois/Europoort                                | 3   | 2½  | 2½  | 5   | 3½  | 2½  | 6½  | 4½  |     | 4½   |
| 10.        | VHS                                               | 1   | 4½  | 3   | 3½  | 2½  | 2½  | 4½  | 3   | 5½  |      |